# Christlich-Konservatives Deutschland-Forum
Das Christlich-Konservative Deutschland-Forum (CKDF) war von 1992 bis 2003 eine Vereinigung rechtskonservativer CDU-Politiker.

## Gründungsgeschichte
Gegründet wurde die Organisation Anfang Dezember 1992 von etwa 192 CDU-Mitgliedern des rechten Flügels unter maßgeblicher Beteiligung von elf Bundestagsabgeordneten, wie etwa Claus Jäger, Wilfried Böhm und Heinrich Lummer, und mehreren Landtagsabgeordneten (MdL). Ziel war es, „dem rechten Flügel der Union wieder eine Organisationsform und Stimme und den konservativen Unionsvereinigungen einen Dachverband zu geben“. Die ursprüngliche Initiative kam von dem Baden-Württemberger CDU/JU-Mitglied Jörg Schmidt aus dem Rems-Murr-Kreis. Er hatte in mehrmonatiger Arbeit durch Anschreiben, Gespräche und Zusammenführungen zahlreiche prominente CDU-Politiker vom konservativen Flügel der Union für das Projekt gewonnen. Jörg Schmidt trat zunehmend in den Hintergrund, behielt aber den Kontakt vor allem zu sächsischen Landtagsabgeordneten. Zusammen mit einem MdL-Referenten aus Dresden entwickelte er ein Informationsblatt mit dem Titel „Deutschland-Forum“, auch kurz DForum, um das CKDF publizistisch zu begleiten und zu unterstützen.
Vorläufiger Geschäftsführer wurde Helmut Walter. Zu Sprechern wurden Claus Jäger, Rudolf Karl Krause, der sich 1993 den Republikanern anschloss, und der sächsische Landtagsabgeordnete Wolfgang Nowak gewählt. Der bundesweiten Gründung vorausgegangen war die Bildung „konservativer Gesprächskreise“ innerhalb der Unionsparteien: „Wertkonservativer Kreis“, „Petersberger Kreis“ in Hessen, „Karlshorster Kreis“ in Berlin, „Potsdamer Kreis“, Gesprächskreise in Stuttgart und Tübingen, in denen sich rechtskonservative Teile der Union zusammenfanden.
Ursprünglich hatten die Initiatoren mit weiteren prominenten Mitgliedern wie Gerhard Mayer-Vorfelder, Manfred Kanther, Constantin Freiherr Heereman und Gerhard Löwenthal gerechnet. Deren Fernbleiben wurde forumsintern mit der Angst vor innerparteilichen Repressalien begründet. Auch Mitbegründer Böhm distanzierte sich bald. Dagegen legte Claus Jäger sein Sprecheramt erst im September 1993 nieder, nachdem zwei seiner Ausschlussanträge nicht stattgegeben worden war.
Der Organisation wurde eine Verbindung zur Jungen Freiheit (JF) und deren Leserkreis vorgeworfen. Claus Jäger hielt 1993 das Einleitungsreferat der ersten JF-Sommeruniversität. Der für die JF tätige Autor Frank Bötzkes war von November 1993 bis Anfang 1995 Vorsitzender des Arbeitskreises Junger Konservativer in Braunschweig.
Anfangs als „konservative und nationalliberale Sammlungsbewegung innerhalb der Unionsparteien“ gegründet, kam es 1998 zum Bruch mit den Unionsparteien und der langsamen Selbstauflösung, nachdem die CDU in Nordrhein-Westfalen das Deutsch-Türkische Forum als CDU-Vereinigung offiziell anerkannt und diesen Status dem CKDF verwehrt hatte. Nach weiteren politischen Differenzen traten viele der etwa 800 CKDF-Mitglieder dem Bund freier Bürger (BFB) bei; der CKDF-Bundessprecherrat beschloss die Einstellung seiner Arbeit. Seit 1998 organisierten sich die aktiven Landesforen in Kassel und beschlossen, die Arbeit des Bundesforums als „Arbeitskreis Konservativer Christen“ fortzuführen.
Bundesweit Aufmerksamkeit erfuhr die Organisation zuletzt 2003 durch ihre aktive Unterstützung für Martin Hohmann durch ihr hessisches Landesforum, den Arbeitskreis Konservativer Christen (AKC) um Herbert Gassen.

## Programmatik
Wichtige Programmpunkte waren ein Bekenntnis zu „christlich-konservativen Werten“, eine Ablehnung der „multikulturellen Gesellschaft“, der „Schutz des ungeborenen Lebens“ und das Eintreten für die „Belange von Vertriebenen“ sowie gegen „Asylmissbrauch“ und „Frauenquoten“.
Kritiker merken an, dass sich programmatische Eckpunkte kaum von rechten Positionen  unterschieden: Der „Grundwert Gleichheit“ werde abgelehnt, das „deutsche Vaterland“ dürfe nicht in Europa aufgehen, die Außenpolitik müsse sich stärker den Vertriebenen und deutschen Aussiedlern widmen, die Kinder zu Patriotismus, Ehre und Freiheitswillen erzogen werden, und die Polizei solle wieder mehr und härter durchgreifen dürfen.